# Regional District of Mount Waddington
Der Regional District of Mount Waddington ist ein Bezirk in der kanadischen Provinz British Columbia. Er umfasst sowohl ein Gebiet an der Nordspitze von Vancouver Island wie auch ein Gebiet an der Westküste des Festlandes, ist 20.244,27 km² groß und zählt 11.035 Einwohner (2016). Beim Zensus 2011 wurden noch 11.506 Einwohner ermittelt. Hauptort ist Port McNeill.
Der Bezirk wurde am 13. Juni 1966 gegründet.

## Administrative Gliederung

### Städte und Gemeinden
| Ort          | Status                | Bevölkerung |
| Alert Bay    | Village               | 489         |
| Port Alice   | Village               | 664         |
| Port Hardy   | District municipality | 4.132       |
| Port McNeill | Town                  | 2.337       |

### Gemeindefreie Gebiete
- Mount Waddington A
- Mount Waddington B
- Mount Waddington C
- Mount Waddington D